# 81948 Eno
81948 Eno este o planetă minoră (asteroid), cu un diametru de 5,417 km, din Outer Main Belt⁠(d). A fost descoperită pe 31 iulie 2000 la Observatorio de Cerro Tololo⁠(d) de Marc Buie⁠(d). 
Obiectul prezintă o orbită caracterizată de o semiaxă mare de 3,2114162633507 UAi, o excentricitate de 0,12203359569565, o înclinație de 2,7004343765688 ° în raport cu ecliptica.